# Guerre di Gheldria

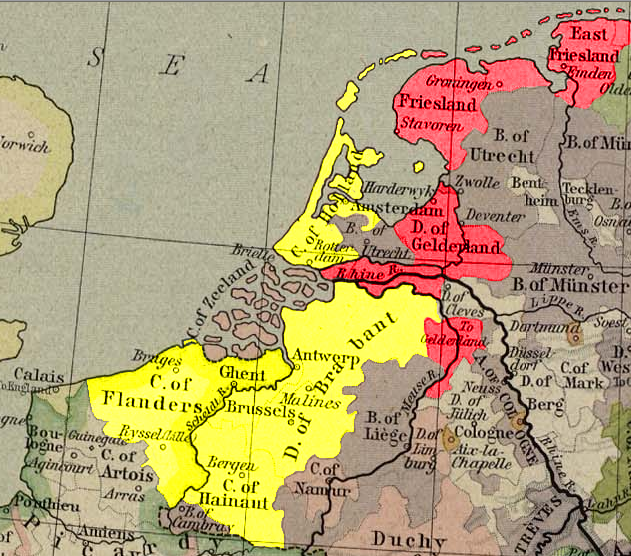
In giallo la: Contea d'Olanda, delle Fiandre, il Ducato del Brabante e la Contea di Hainaut. In rosso: Ducato di Gheldria, Signoria di Groninga e Signoria di Frisia.

Le guerre di Gheldria (in lingua olandese Gelderse oorlogen) furono una serie di conflitti avvenuti nei Paesi Bassi fra il Ducato di Borgogna, che controllava la Contea d'Olanda, delle Fiandre, il Ducato del Brabante e la Contea di Hainaut, da una parte, e Carlo di Gheldria, che controllava il Ducato di Gheldria, la Signoria di Groninga e la Signoria di Frisia dall'altro.

## Storia
Le guerre durarono dal 1502 al 1543 e terminarono con la vittoria della Borgogna. Con questo risultato, tutti i Paesi Bassi erano ormai sotto il controllo di Carlo V. 
L'ultima parte delle guerre si intersecò con il conflitto maggiore tra Francia e Spagna conosciuto come Guerre d'Italia. 
I conflitti furono caratterizzati dall'assenza di grandi battaglie tra gli eserciti di entrambe le parti. Invece andarono avanti con piccole scaramucce in stile mordi e fuggi, raid e agguati.
Eppure, l'impatto sui civili era di grandi dimensioni, e le ostilità e gli incidenti, che si verificavano in tutti i Paesi Bassi e non limitati alla sola regione del Ducato di Gheldria, culminarono con il sacco dell'Aja nel 1528 e il (fallito) assedio di Anversa nel 1542, sotto il comando del feldmaresciallo di Gheldria Maarten van Rossum.

## 1502-1514
Fra il 1502 e il 1515, gli Asburgo cercarono, senza successo, di riconquistare il Ducato di Gheldria, che era appartenuto alla Casa di Borgogna tra il 1473 e il 1492. D'altra parte, Carlo di Gheldria cercò di conquistare l'Overijssel, che allora apparteneva al Principato vescovile di Utrecht, anch'egli senza successo.

## 1514-1517
In questo periodo, i feudi sassoni si combatterono fra loro, e Giorgio, duca di Sassonia, alleato degli Asburgo, tentò di sottomettere la Frisia, l'Ommelanden e Groninga. I Frisoni sotto la guida di Jancko Douwama resistettero con il sostegno di Edzardo I, conte di Frisia e Carlo di Gheldria. Giorgio di Sassonia non riuscì a conquistare Groninga e fu respinto. Quando teneva ormai soltanto una manciata di città (Leeuwarden, Harlingen en Franeker), vendette i suoi diritti a Carlo V nel maggio 1515.  
Nel frattempo, i Frisoni ribelli, guidati dal leggendario Pier Gerlofs Donia e Wijerd Jelckama vinsero molte battaglie in mare e fecero irruzione attraverso l'Olanda a capo della Arumer Zwarte Hoop.
Poiché Carlo d'Asburgo aveva bisogno di consolidare il trono di Spagna e manovrare in Germania per diventare Sacro Romano Imperatore, concluse la pace con Edzard I, riconoscendolo come Conte della Frisia orientale e con Carlo di Gheldria, lasciandogli il controllo della maggior parte della Frisia, l'Ommelanden e Groninga. Carlo di Gheldria, di conseguenza, conquistò Overijssel nel 1521-1522, con il supporto di Zwolle.

## 1522-1528
Nel 1522, l'esercito degli Asburgo al comando di Georg Schenck van Toutenburg riassunse l'offensiva spingendo le forze di Gheldria fuori dalla Frisia negli anni seguenti. Inoltre, i ribelli Frisoni, il cui leader carismatico Pier Gerlofs Donia era morto di malattia nel 1520, vennero sconfitti. Il loro capo Wijerd Jelckama e ciò che restava dell'esercito Frisone vennero catturati nel 1523, portati nella città di Leeuwarden e decapitati pubblicamente. Jancko Douwama venne preso prigioniero e morì in carcere a Vilvoorde.
Nel dicembre 1524, la Frisia era saldamente nelle mani degli Asburgo, venne ribattezzata Signoria di Frisia e governata da uno statholder. 
Enrico del Palatinato, nuovo Principe-vescovo di Utrecht, era in conflitto con i suoi sudditi, che invitarono le truppe di Gheldria ad occupare la città. Enrico non aveva altra scelta che chiedere aiuto a Carlo d'Asburgo. Anche gli stati di Overijssel chiesero a Carlo di liberare le loro terre dalla Gheldria. Carlo d'Asburgo richiese un prezzo: che lo riconoscessero Signore, a cui essi acconsentirono.
Schenck van Toutenburg spostò il suo esercito a Overijssel e Utrecht riuscendo a cacciare facilmente le truppe di Gheldria, che erano già mal sopportate dalla popolazione. il 20 ottobre 1528, il vescovo Enrico consegnò il potere a Carlo d'Asburgo. Il principato vescovile di Utrecht ebbe fine e le sue terre vennero suddivise in Signoria di Utrecht e Signoria di Overijssel, governate da uno stadolder degli Asburgo.
Un audace raid attraverso l'Olanda, che si concluse con il sacco di L'Aia di Maarten van Rossum, maresciallo di Gheldria, non impedì a Schenk van Toutenburg di attaccare alcune città di Gheldria, dopo che Carlo di Gheldria aveva accettato di firmare il trattato di Gorinchem il 3 ottobre 1528.

## 1534-1536
Nel 1534, la danese Count's Feud si estese nei Paesi Bassi quando gli Asburgo supportarono Enno II, conte di Frisia, alleato di Cristoforo di Oldenburg, e Carlo di Gheldria supportò Balthasar Oomkens von Esens, alleato di Cristiano III di Danimarca. 
Nel maggio 1536, Meindert van Ham, supportato da Danimarca e Gheldria, invase Groninga e minacciò l'Olanda. In reazione, l'Olanda radunò una flotta per porre l'assedio a Copenaghen e gli Asburgo inviarono Schenck van Toutenburg a inseguire le truppe nemiche da Groninga. 
A Schenck van Toutenburg fu consentito di occupare la città di Groninga e sconfisse Meindert van Ham nella battaglia di Hailigerlee. Prima che la flotta olandese fosse pronta a salpare, Copenaghen era caduta nelle mani di Cristiano III di Danimarca, e la pace venne conclusa.
Gli Asburgo acquisirono Groninga e Drenthe, che vennero ribattezzate Signoria di Groninga e Contea di Drenthe. Carlo di Gheldria fu costretto a firmare il Trattato di Grave.

## 1538-1543
Quando Carlo di Gheldria morì senza eredi il 30 giugno 1538, aveva fatto tutto il possibile per trovare un altro successore che non fosse Carlo V. Egli aveva nominato suo successore Guglielmo di Jülich-Kleve-Berg, legato attraverso il suo bisnonno Reinald IV, duca di Gheldria e Jülich (1365-1423). Guglielmo si alleò con il re di Francia e sposò Giovanna III di Navarra. Quando i Paesi Bassi erano in guerra con la Francia, inviò nel 1542 Maarten van Rossum in un raid attraverso il Brabante, saccheggiando la campagna e assediando Anversa e Lovanio. Questi attacchi vennero contrastati da Maria d'Ungheria e Louis di Praet.
Come reazione, Maria d'Ungheria inviò un esercito contro Gheldria e Jülich, che vennero conquistati nel 1543, dopo due falliti tentativi precedenti. Nel Trattato di Venlo, Guglielmo di Jülich fu costretto a cedere il Ducato di Gheldria e la Contea di Zutphen a Carlo V, ma gli fu permesso di mantenere Jülich.
Questo trattato concluse la formazione delle Diciassette Province e la determinazione del confine tra i Paesi Bassi e la Germania.

## Mappe

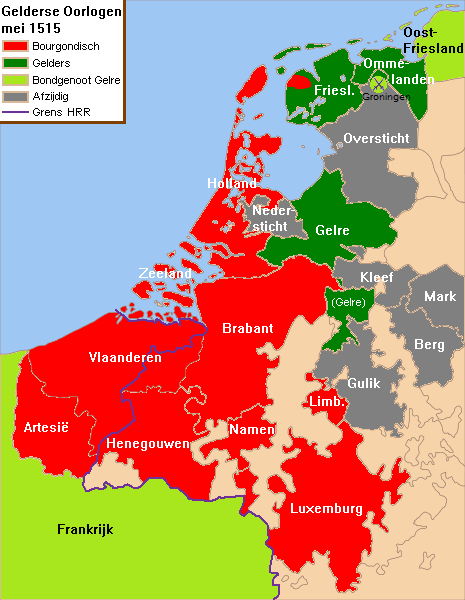
Maggio 1515
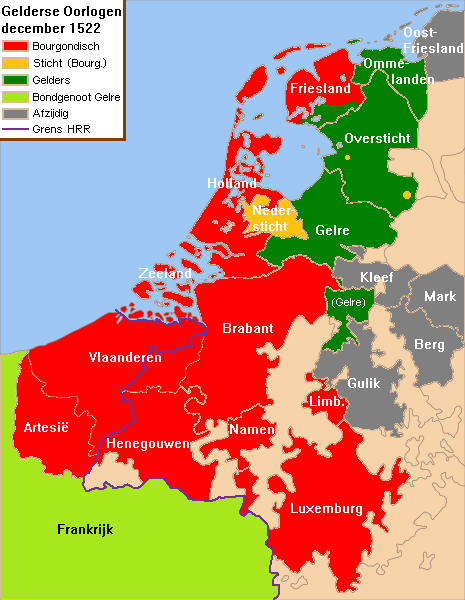
Dicembre 1522
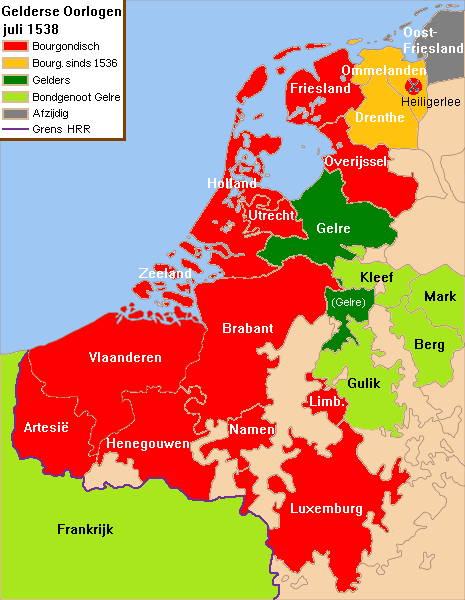
Luglio 1538
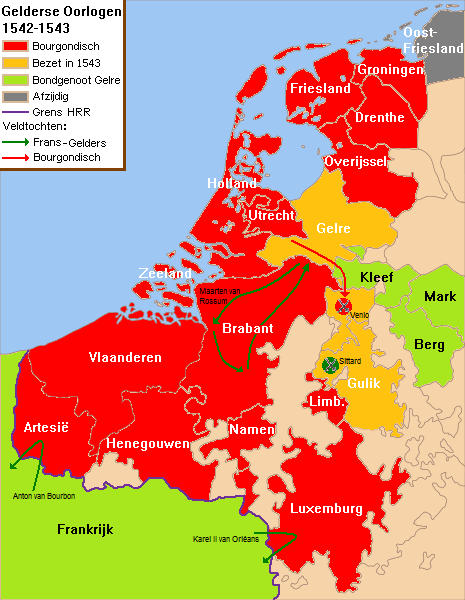
1542-1543